# Hluchiv
Hluchiv (ukrajinsky Глухів; rusky Глухов – Gluchov) je město v Sumské oblasti na Ukrajině. Leží na řece Esmaň v blízkosti hranice s Ruskou federací zhruba 100 kilometrů na severovýchod od Konotopu a 140 kilometrů na severozápad od Sum. 

## Dějiny

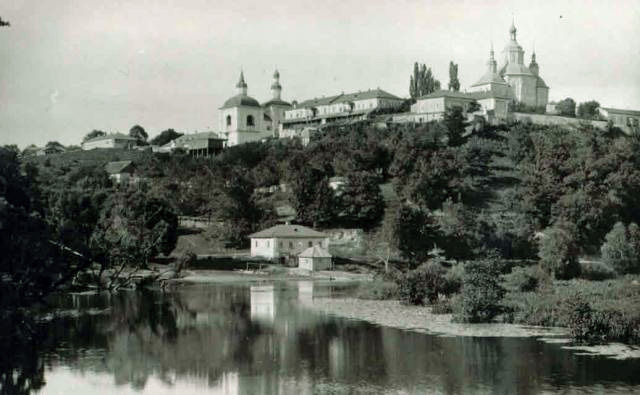
Panorama města s řekou Esman, pohlednice, kolem roku 1900

Hluchiv je poprvé zmíněn v roce 1152 v Ipaťjevském letopise. V letech 1320 až 1503 byl součástí Litevského velkoknížectví, pak byl součástí Moskevského velkoknížectví. V roce 1618 se stal v rámci Republiky obou národů součástí Koruny polského království a v roce 1644 dostal od Vladislava IV. Vasy magdeburská městská práva. V roce 1654 se na základě Perejaslavské rady stal součástí Ruska. V roce 1664 v rámci Rusko-polské války Hluchiv neúspěšně obléhalo polské vojsko Jana Kazimíra II. V roce 1708 sem Petr Veliký přenesl z Baturynu sídlo kozáckého hejtmanátu, což výrazně přispělo k rozvoji města. Sídlem hejtmana byl zámek, který se dochoval v ruinách. Ve městě žila početná židovská komunita, postavila si dvě synagogy, které byly poničeny již při prvním bolševickém pogromu roku 1918, Židé pak vyhlazeni během druhé světové války. 

## Doprava
Přes Hluchiv prochází Evropská silnice E101 Moskva – Kyjev a začínají zde Evropská silnice E38 vedoucí do kazašského Šymkentu a Evropská silnice E101 vedoucí do Trosny v Orelské oblasti v Rusku.

## Památky
Historické centrum města s domy a rezidencemi z 19. století  se poměrně dobře dochovalo a tvoří pěší zónu města.
- Chrám sv. Mikuláše (1693), nejstarší svatyně, významný příklad ukrajinského baroka, knížecí krypta
- Chrám sv. Anastázie
- Chrám Proměnění Páně (Spaso-preobraženský), založen roku 1767
- Klasicistní budova univerzity
- Barokní budova nemocnice sv. Eufrosiny
- Muzea: Městské muzeum místních tradic (bohaté sbírky shromažďované od roku 1902, 12 tisíc předmětů), Muzeu dopravy v agrotechnické škole

## Kultura a školství
Kromě základních a středních škol, k nimž patří dvě historické budovy někdejšího chlapeckého a dívčího gymnázia, se ve městě nachází pedagogická univerzita. Dlouzhou tradici má Hudební akademie.

## Osobnosti
- Maxim Sozontovič Berezovskij (1745–1777), ukrajinský hudební skladatel
- Dmytro Bortňanskyj (1751-1825), ukrajinský hudební skladatel
- Andrej Kirilovič Razumovskij (1752-1836), ruský diplomat v Rakousku, mecenáš a sběratel umění; jeho první manželkou byla Alžběta z Thun-Hohensteinu
- Josif Samuilovič Šklovskij (1916-1985), astronom a astrofyzik

## Galerie

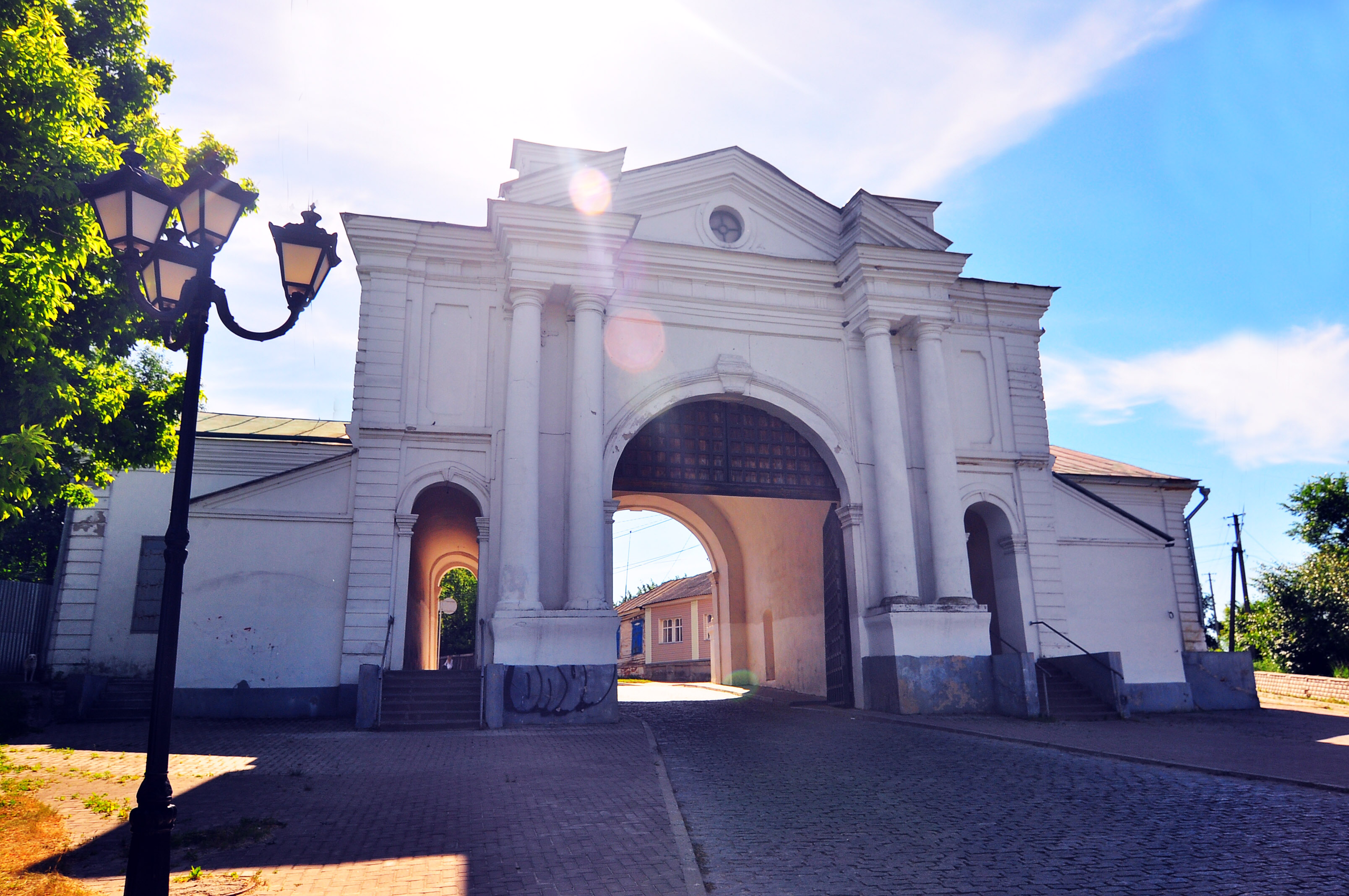
Kyjevská brána
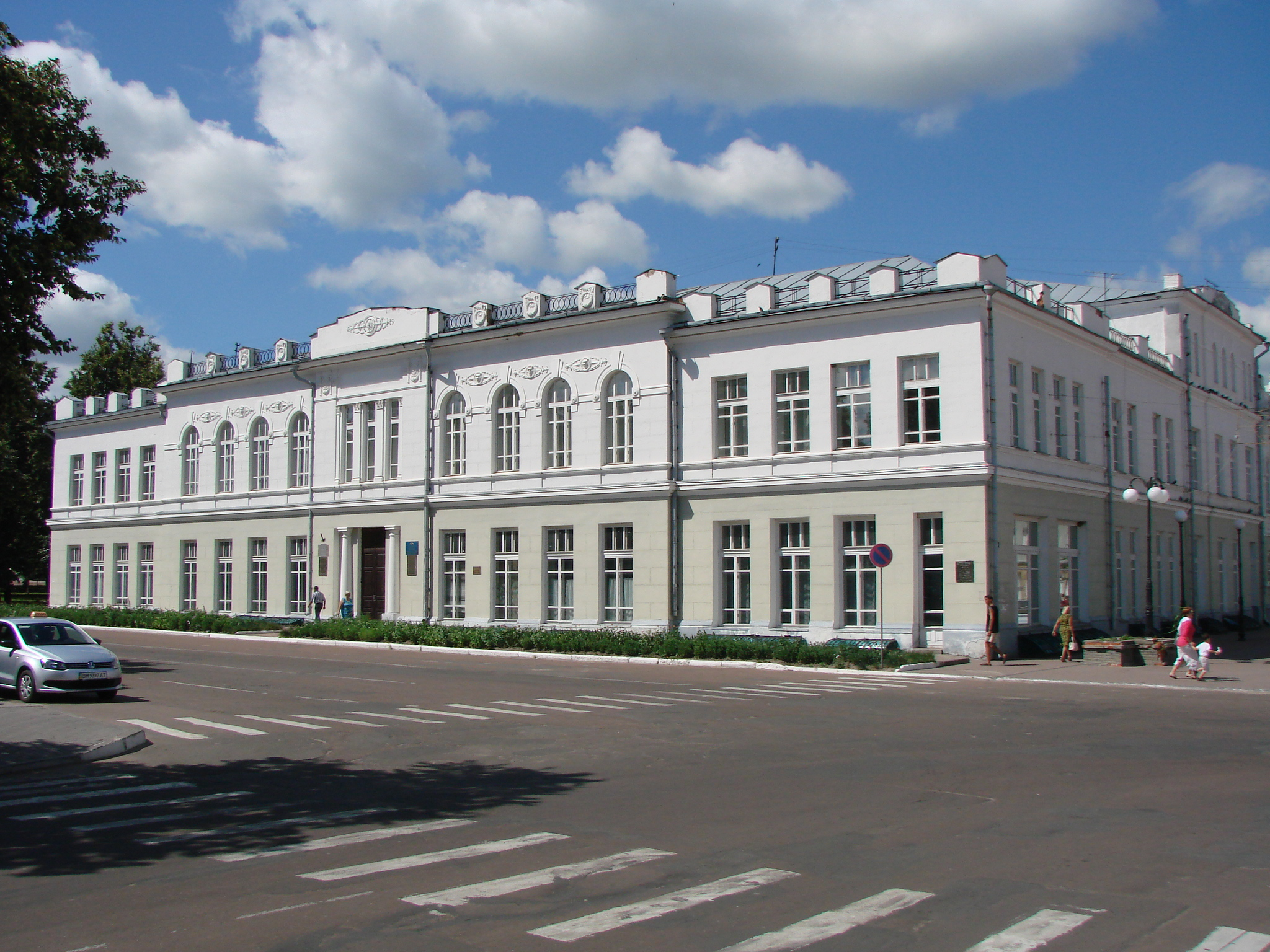
Budova okresní a městské rady
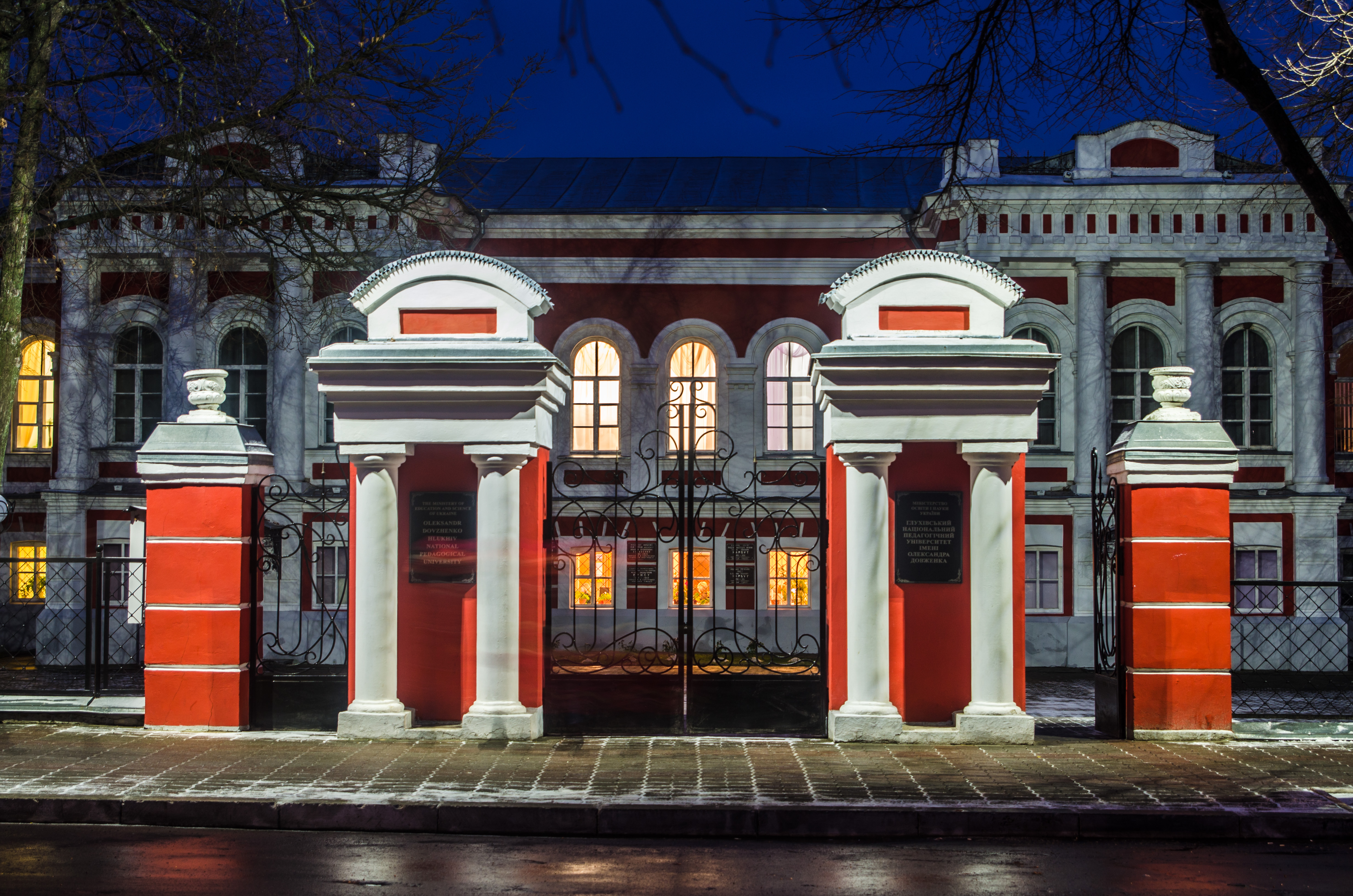
Univerzita
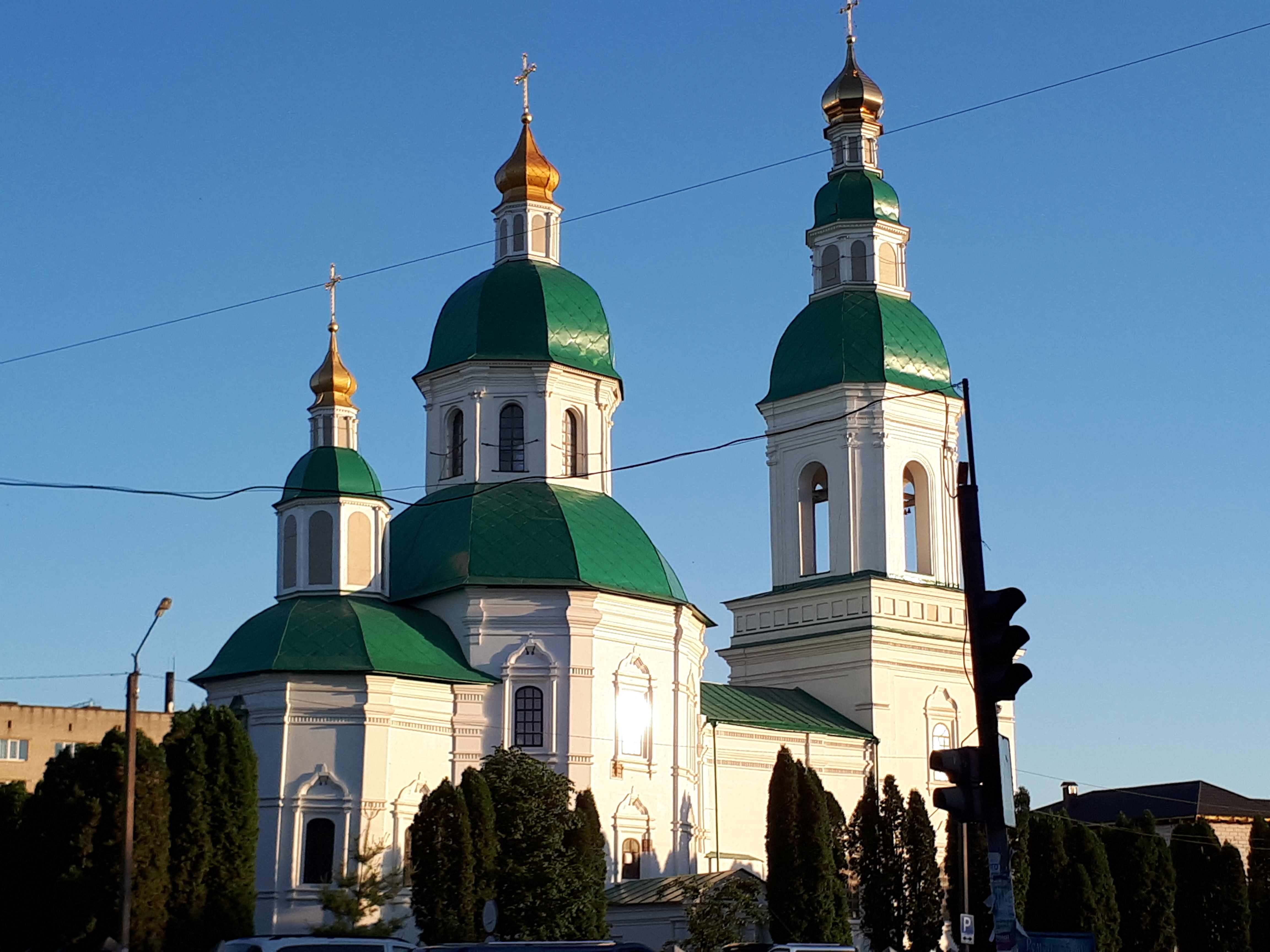
Chrám sv. Mikuláše
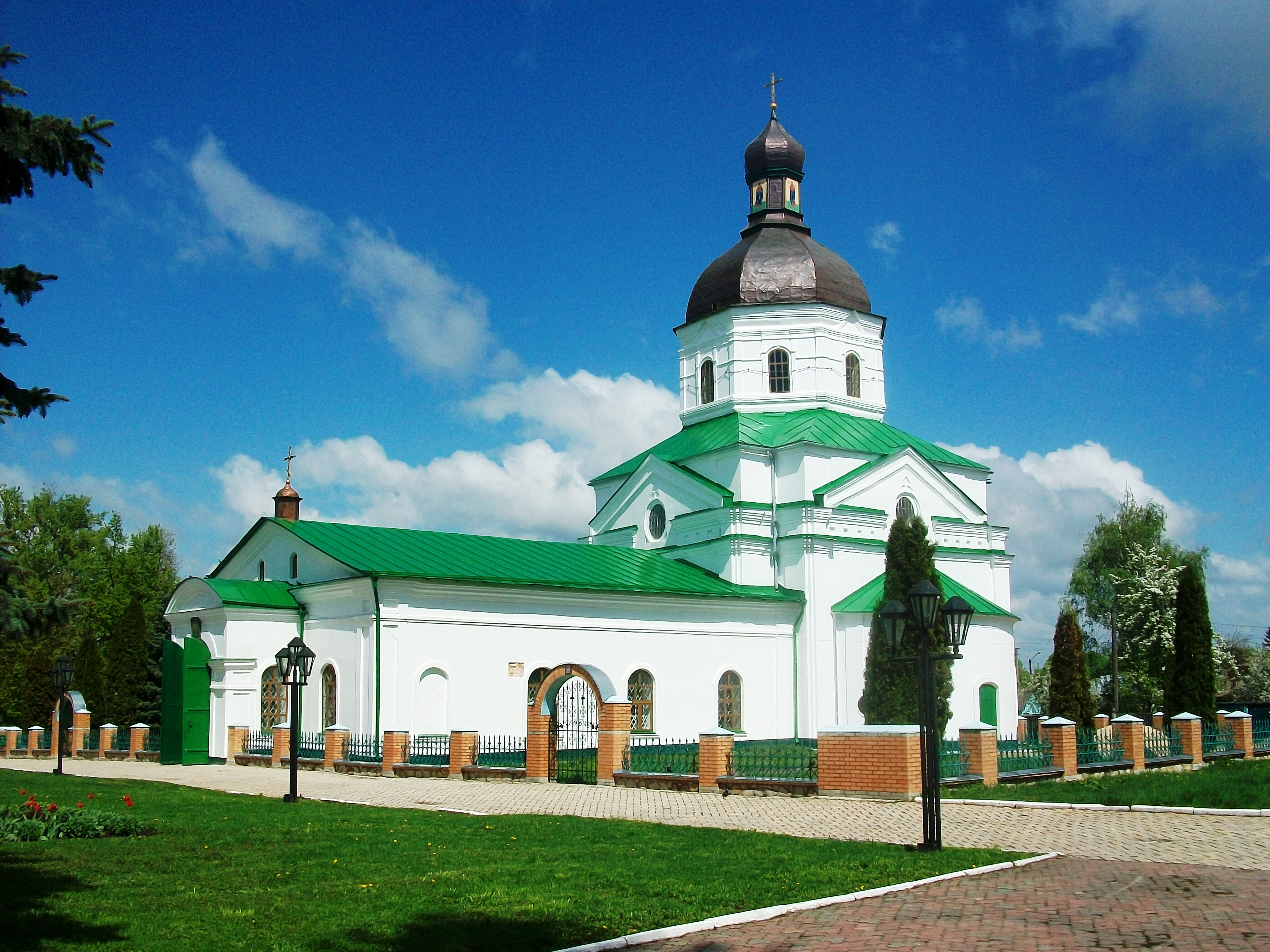
Chrám Proměnění Páně
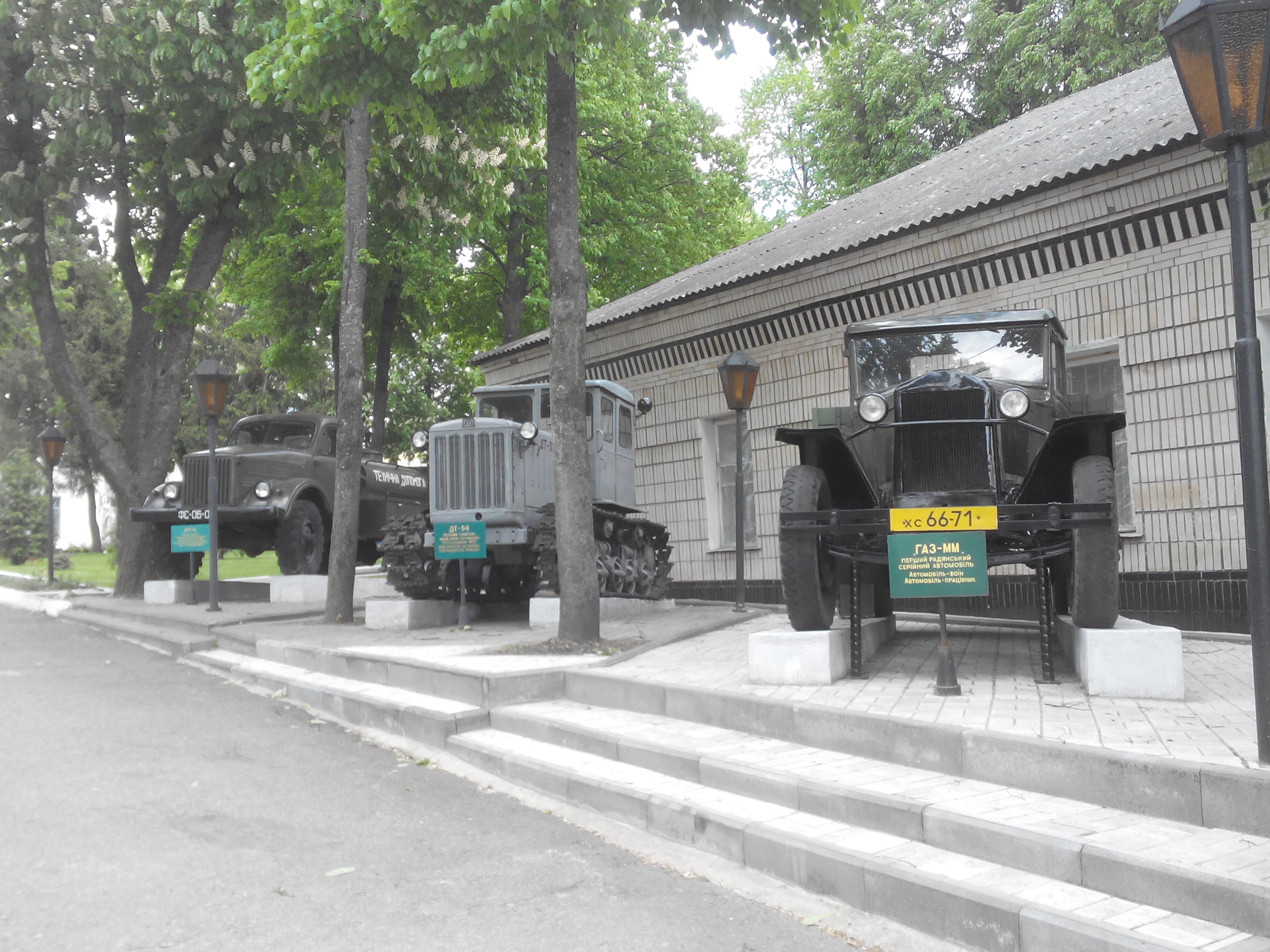
Muzeum dopravy